# 세리쿠사고시촌
세리쿠사고시촌(芹草越村)은 후쿠시마현 가와누마군에 있던 촌이다. 현재의 니시아이즈정에 해당한다.

## 역사
- 1889년 4월 1일 - 정촌제 시행에 의해 세리쿠사고시촌 단독으로 자치체를 형성하였다
- 1921년 6월 1일 - 노자와정에 편입해, 동일 세리쿠사고시촌이 폐지되었다.
- 1954년 7월 1일 - 야마 군,신고 촌·오쿠카와 촌이 가와누마 군 노자와 정·오노모토 촌·도세지마 촌·무쓰아이 촌·시타야 촌·무라오카 촌·가미노지리 촌·호사카 촌과 합병해 니시아이즈정이 성립하였다.

## 교통

### 철도
현재는 구 촌역은 일본국유철도 반에쓰사이선이 통과하지만 역은 소재하지 않았다.

### 도로
- 아이즈 가도 (현:국도 49호선)

현재는 구촌역을 반에쓰 자동차도가 통과하지만, 당시는 미개통.

## 참고문헌
- 角川日本地名大辞典 7 福島県